# 流れ則
流れ則(ながれそく、英: flow rule)とは、塑性ひずみ増分と塑性ポテンシャルの関係を表したものである。
降伏曲面がなめらかな場合、塑性ひずみ増分{\displaystyle d\varepsilon _{ij}^{p}}と応力{\displaystyle \sigma _{ij}}が対応するものとする。
このとき、塑性ひずみ増分の発展則は次のようになる。
{\displaystyle d\varepsilon _{ij}^{p}=h{\dfrac {\partial f}{\partial \sigma _{ij}}}}
{\displaystyle f}は古典力学のポテンシャルに似ていることから、塑性ポテンシャルと呼ばれる。{\displaystyle f=c}(定数)となる面は等ポテンシャル面である。また、{\displaystyle h}は正の定数で、塑性乗数と呼ばれる。
塑性ポテンシャルと降伏関数が一致するとき、特に関連流れ則(Associated flow rule)という。関連流れ則は、塑性ひずみ速度が降伏曲面に直交するため、直交則ともいう。それに対して、塑性ポテンシャルと降伏関数が一致しないときは、非関連流れ則(Non-associated flow rule)という。
降伏曲面が凸面で、関連流れ則を満たすとき、最大塑性仕事の原理を満足する。